# Conrad Hoddaeus
Conrad Hoddaeus (auch: Konrad Hoddaeus; geboren um 1568 in Hannover; gestorben 1597 oder nach 1598) war ein deutscher Mediziner und Hochschullehrer.

## Leben
Conrad Hoddaeus studierte an der Universität Heidelberg, wo er 1591 zum Dr. med. promoviert wurde. Später übernahm er das Amt des Stadtphysikus in Göttingen, wo er am „dortigen Pädagogio“ die Fächer Medizin und „physiciae“ lehrte.
Vor 1592 heiratete Hoddaeus Catharina, geborene Herst.
1597 soll Hoddaeus an der Pest gestorben sein. Bezugnehmend auf den Tod von Hoddaeus empfahl sich kurz darauf der ehemalige Göttinger Stadtarzt Andreas Starck mit seiner 1598 erschienenen Schrift Von der Pestilentz … wie man sich mit Gottes hülffe durch Mittel von jm gnedig geschaffen / dafur bewahren / und die auch heilen möge. Nach Christoph Seeliger soll Hoddaeus jedoch 1598 sein Lehramt niedergelegt haben und als Rat der Stadt Göttingen sowie auch als Inspektor oder Leiter des Göttinger Waisenhauses gewirkt haben.

## Schriften
- Physicae quaestiones aliquot jucundae et utiles ex difficilimis … omnium post Aristotelem Philosophi Julii Scaligeri exercitationibus philosophicis passim observatae, a Conrado Hoddaeo Hannoverano. 1590
- Henricus Smets (Verf.); Conradus Hoddaeus (Respondent): Theses de dysenteria, de quibus … respondebit Conradus Hoddaeus … ad diem 9 Octobris, Heidelbergae: Abrahamus Smesmannus, 1591; Digitalisat über die Österreichische Nationalbibliothek
- Conrado Hondaeo (Verf.), Johannes Bornemann (Respondent): Dispvtatio De Controversa inter philosophos quaestione, An anima rationalis sit vera hominis forma: Welcher den 25. Septembr. am Morgen kurtz für 7. Vhr, in disem 1591. Jar, seines Alters im 31. Jar, zu Dreßden in Christo seligklich entschlaffen ist, Henricopoli: Excusa typis Conradi Horns, 1595; Digitalisat der Universitätsbibliothek Heidelberg
- Konrad Hodaeus, Theodor Huntemann: DISPUTATIO PHI= //LOSOPHICA //| Qua disquiritur // Quid propriè & simpliciter Pars sit // corporis humani // & // Quibusnam in corpore humano nomen // ejus non recte imponatur.// Cum nonnullis quaestionibus physicis proposita // IN GYMNASIO GOTTINGENSI // A // Conrado Hoddaeo Doctore Medico, Rei-//pub. Gottingensis Medico ordinario // Respondente // THEODORO HUNTEMANNO // HANNOVERANO // Ad diem 13. Septembris hora & loco solitis. //, LEMGOVIAE,// Per Haeredes Conradi Grotheni //, [um 1595]; Digitalisat über die Universitätsbibliothek Heidelberg
- M. CORNEL // MARTINI ANTVVERPII // adversus Ramistas disputatio // DE SUBJECTO ET FINE // LOGICAE // Resp.:(M. ADAMVS LVCHTE-//nius Huxariensis.//) Una cum aliis tribus // EJUSDEM IMPORTUNITATI // oppositis disputationibus // A // FRIDERICO BEURHUSIO in scho-//la Tremoniana // (RESPONDENTE ROTGERO // Stannario Unnensis.//) CONRADO HODDAEO. D. in Gym-//nasio Gottingensi.// HEIZONE BUSCHERO in schola Han-//noverana.// … //, LEMGOVIAE, sumptibus Magni Holstenij // Bibliopolae Hannoverani.// ANNO M.D.XCVI.//, [Konrad Grothe], 1596; Digitalisat über die Staatsbibliothek Berlin – Preußischer Kulturbesitz